# Pierre Jarry
Pour les articles homonymes, voir Jarry.
Pierre Jarry (30 mars 1949 à Montréal, Québec au Canada) est un joueur professionnel de hockey sur glace qui joua dans la Ligue nationale de hockey au poste d'ailier droit pour les Rangers de New York, les Maple Leafs de Toronto, les Red Wings de Détroit et les North Stars du Minnesota ainsi que dans l'Association mondiale de hockey pour les Oilers d'Edmonton.
Il fut repêché par les Rangers au premier tour du repêchage amateur de la LNH 1969, 12e au total.

## Statistiques
Pour les significations des abréviations, voir Statistiques du hockey sur glace.
| Saison     | Équipe                   | Ligue      |     | Saison régulière | Saison régulière | Saison régulière | Saison régulière | Saison régulière |    | Séries éliminatoires | Séries éliminatoires | Séries éliminatoires | Séries éliminatoires | Séries éliminatoires |
| Saison     | Équipe                   | Ligue      | PJ  | B                | A                | Pts              | Pun              | PJ               | B  | A                    | Pts                  | Pun                  |                      |                      |
| 1967-1968  | 67 d'Ottawa              | OHA        | 50  | 36               | 21               | 57               | 61               |                  |    |                      |                      |                      |                      |                      |
| 1968-1969  | 67 d'Ottawa              | OHA        | 53  | 41               | 57               | 98               | 75               |                  |    |                      |                      |                      |                      |                      |
| 1969-1970  | Knights d'Omaha          | LCH        | 70  | 26               | 27               | 53               | 62               | 8                | 1  | 2                    | 3                    | 22                   |                      |                      |
| 1970-1971  | Knights d'Omaha          | LCH        | 71  | 46               | 46               | 92               | 94               | 11               | 4  | 5                    | 9                    | 8                    |                      |                      |
| 1971-1972  | Rangers de New York      | LNH        | 34  | 3                | 3                | 6                | 20               | --               | -- | --                   | --                   | --                   |                      |                      |
| 1971-1972  | Maple Leafs de Toronto   | LNH        | 18  | 3                | 4                | 7                | 13               | 5                | 0  | 1                    | 1                    | 0                    |                      |                      |
| 1972-1973  | Maple Leafs de Toronto   | LNH        | 74  | 19               | 18               | 37               | 42               | --               | -- | --                   | --                   | --                   |                      |                      |
| 1973-1974  | Maple Leafs de Toronto   | LNH        | 12  | 2                | 8                | 10               | 10               | --               | -- | --                   | --                   | --                   |                      |                      |
| 1973-1974  | Red Wings de Détroit     | LNH        | 52  | 15               | 23               | 38               | 17               | --               | -- | --                   | --                   | --                   |                      |                      |
| 1974-1975  | Wings de la Virginie     | LAH        | 20  | 11               | 12               | 23               | 17               | --               | -- | --                   | --                   | --                   |                      |                      |
| 1974-1975  | Red Wings de Détroit     | LNH        | 39  | 8                | 13               | 21               | 4                | --               | -- | --                   | --                   | --                   |                      |                      |
| 1975-1976  | Nighthawks de New Haven  | LAH        | 13  | 5                | 7                | 12               | 18               | --               | -- | --                   | --                   | --                   |                      |                      |
| 1975-1976  | North Stars du Minnesota | LNH        | 59  | 21               | 18               | 39               | 32               | --               | -- | --                   | --                   | --                   |                      |                      |
| 1976-1977  | North Stars du Minnesota | LNH        | 21  | 8                | 13               | 21               | 2                | --               | -- | --                   | --                   | --                   |                      |                      |
| 1977-1978  | Texans de Fort Worth     | LCH        | 15  | 4                | 8                | 12               | 14               | --               | -- | --                   | --                   | --                   |                      |                      |
| 1977-1978  | Oilers d'Edmonton        | AMH        | 18  | 4                | 10               | 14               | 4                | 5                | 1  | 0                    | 1                    | 4                    |                      |                      |
| 1977-1978  | North Stars du Minnesota | LNH        | 35  | 9                | 17               | 26               | 2                | --               | -- | --                   | --                   | --                   |                      |                      |
| Totaux LNH | Totaux LNH               | Totaux LNH | 344 | 88               | 117              | 205              | 142              | 5                | 0  | 1                    | 1                    | 0                    |                      |                      |